# 常福寺 (島根県西ノ島町)
常福寺（じょうふくじ）は、島根県隠岐郡西ノ島町にある真言宗東寺派の寺院。本尊として阿弥陀如来を安置している。伝承によれば、平安時代初期、嵯峨天皇の御代（9世紀初頭）に弘法大師空海が当地に渡り開創したとされるが、空海来訪の確証はなく、後世に付会された伝説と考えられている。元々は勇儀山（ゆうぎ山）の中腹に位置し、「城福寺（じょうふくじ）」とも呼ばれた。近代以降、幾度かの廃寺と復興を経て現在地（浦郷地区）に移転し、町の信仰と文化の拠点となっている。

## 西ノ島町概要
常福寺の所在する西ノ島町は、島根県北部・隠岐諸島の西ノ島に位置する町である。面積は56.05平方キロメートル、人口3,161人（平成24年5月1日現在）。隠岐郡内では隠岐の島町に次ぐ規模を持ち、別府港を中心に島内外との交通が行われている。

## 歴史

### 創建と伝承
常福寺の開基は不明だが、古くは平安時代初期に弘法大師空海が開いたと伝えられ、「城福寺」とも表記されてきた。中世以降の具体的な沿革は史料が乏しいものの、江戸時代まで島内の霊場として信仰を集めていたとみられる。寺はもともと人家から八丁ほど登った勇儀山の中腹にあり、見晴らしの良い場所に構えていた。

### 廃仏毀釈と復興
明治維新期の廃仏毀釈の影響により、常福寺は明治2年（1869年）に一度廃寺となった。その後、仏教復興の気運が高まる中、明治12年（1879年）6月2日に再興が許可される。しかし無住の状態が続き、当初は近隣寺院の住職が兼務していた。
明治24年（1891年）に中院（本堂）の工事が完成し、これを契機として明治26年（1893年）を正式な復興年とした。復興に尽力したのが「真言宗大原山中興開山」と称される河村大忍師であり、荒廃していた奥之院の小堂（1間半×2間）を再興するなど教化活動に努めた。

### 大塚欽龍師の入山と移転
明治時代末期になると大塚欽龍師が入山し、明治38年（1905年）に現在の浦郷地区へ本堂を新築して常福寺を移転した。この本堂は後年の昭和47年（1972年）に口村慈光師によって再建されている。大塚師は明治44年（1911年）に大規模な授戒会を行い、仏具や掛絵、曼荼羅を整備して寺運を高めた。大正9年（1920年）に示寂するが、当時の書簡に「真に僧侶らしい人物であった」と記されるなど、人望の厚い住職として評価されている。

### 近代以降の整備
昭和27年（1952年）以降は口村慈光師が住職となり、旧寺跡を「常福寺奥之院」として整備した。昭和35年（1960年）には西ノ島町役場の旧庁舎を購入し、さらなる堂宇拡張を進めるとともに境内に経蔵を新設。旧山王社に奉納されていた大般若経を収納・保存するなど文化財保護にも尽力した。昭和47年（1972年）に本堂を再建し、現在まで地域の信仰を支え続けている。

## 建築様式
現在の本堂は1972年（昭和47年）の再建による木造瓦葺きの伝統様式である。明治期に建てられた旧本堂の意匠を引き継ぎ、質素ながら島の寺院らしい素朴な佇まいを保っている。内陣には中央に阿弥陀如来像、脇に不動明王と毘沙門天を安置する。
本堂脇の経蔵は1960年（昭和35年）に設置された土蔵造りの収蔵庫で、大般若経を中心とする寺宝を納めている。また、山中の旧跡（奥之院）には小規模な堂宇が残され、廃寺となった時代の名残を伝える史跡として現在も整備されている。

## 文化財

### 大般若経
常福寺の経蔵には、中世写本と近世版本の2種類からなる大般若波羅蜜多経が完全な形で収められている。最古の奥書には正応2年（1289年）の年号が確認され、全583巻にも及ぶ膨大な経典である。明治期に廃寺となった際は旧山王社に預けられたが、後に常福寺へ戻された。1977年（昭和52年）12月10日に西ノ島町指定有形文化財（書跡）に登録され、現在は地元や行政の協力により保存・管理されている。

### 高麗仏と石塔
朝鮮半島の高麗王朝期（10〜14世紀）に作られたとされる銅造仏坐像および銅造菩薩坐像を所蔵しており、いずれも西ノ島町指定有形文化財（彫刻）となっている。島根県内でも珍しい渡来仏教美術品であり、隠岐と大陸文化との交流を示す貴重な遺物である。
境内には日本廻国供養塔と呼ばれる石造塔婆も立っており、江戸時代に全国を巡礼した行者が建立したと伝えられる。平成15年7月1日付で西ノ島町指定の史跡（有形文化財）に指定され、地元住民らによる清掃や保護施策で良好に維持されている。

## 仏像と信仰

### 本尊：阿弥陀如来
阿弥陀如来は西方極楽浄土の教主で、「無量寿仏」や「無量光仏」とも呼ばれる。真言宗の教義上は大日如来の化身とも位置づけられ、現世と来世の救済を象徴する尊像として広く信仰されてきた。

### 不動明王
不動明王は大日如来の化身とされる五大明王の中核で、人々の煩悩を断ち切り仏の道へ導く忿怒相の尊。利剣と羂索を携え、煩悩を焼き尽くす迦楼羅炎の中に座す姿は真言密教の象徴的存在である。

### 毘沙門天
四天王の一人で北方を守護し、財宝や福徳を与える神とされる。甲冑姿で邪鬼を踏みつける姿は、邪悪や煩悩を制する力を表しており、右手に宝棒や三叉槍などの武器を持つ。寺院の護法善神として広く祀られてきた。

### 馬頭観音
観音菩薩の変化身の一つで、畜生道に堕ちた衆生を救済するとされる憤怒相の尊。特に牛馬の守護仏として信仰され、農耕や放牧に関わる人々から崇敬を集めてきた。頭上に馬の頭部をいただく姿が特徴で、六観音の一尊ともされる。

## 教義
常福寺は真言宗東寺派に属し、空海（弘法大師）によって平安時代初期に開かれた日本密教の流れをくむ。即身成仏（この身のままで仏となる）を根本思想とし、曼荼羅・真言・印契などを通じて悟りに達することを目指す。常福寺では不動明王を本尊格の一つとして祀ることから、護摩供などの密教儀式も行われてきた。明治44年（1911年）には島内信徒に対して大規模な授戒会が営まれた記録があり、離島における仏教教化の場として機能していた。

## 地域との関わり
西ノ島町では、常福寺が宗教施設としてだけでなくコミュニティの中心的役割を果たしている。春秋の彼岸やお盆の時期には先祖供養の法要に多くの檀家や住民が集い、過疎化が進む離島における社交の機会ともなっている。また「西ノ島三十三ヶ所霊場」の札所の一部として巡礼者を迎えており、結願の地としても位置づけられている。
近年は、住職の柴田照輝師が寺を文化・地域交流の拠点とするべく活動を進め、ヨガ教室・書道教室・寺子屋など多彩なイベントを開催している。柴田住職自身が町議会議員を務めていることもあり、行政や地域住民との連携が強化され、相談窓口や地域のセーフティネットとしての役割も担っている。

## 観光・参拝情報
隠岐諸島の中でも自然や歴史の魅力が豊富な西ノ島において、常福寺は文化・信仰を知るスポットとして訪問者が増えている。境内の参拝は原則無料で、8:00〜17:00頃まで開門しているが、住職不在の場合もあるため、御朱印を希望する場合は事前連絡が望ましい。
- アクセス: 西ノ島の別府港（浦郷地区）から車で数分の小高い場所にあり、徒歩でも20分程度。道幅が狭く曲がりくねっているため、運転は慎重を要する。境内付近には無料駐車スペースあり。
- 御朱印: 切り絵御朱印をはじめとするオリジナル御朱印を頒布しており、住職不在時でも西ノ島町観光協会窓口（別府港フェリーターミナル横）で対応している。
- 周辺観光: 町役場や図書館「いかあ屋」が近接し、車で20〜30分圏内には国賀海岸や摩天崖などの景勝地が点在する。自然と歴史の両面から西ノ島を楽しむ旅行コースの一部として、常福寺を訪れる人も多い。